# Farewell to Childhood
Farewell to Childhood è un album dal vivo del cantante britannico Fish, pubblicato il 5 aprile 2017 dalla Chocolate Frog Records.

## Tracce
CD 1
1. Pipeline – 9:41
2. Feast of Consequences – 4:41
3. Long Cold Day – 7:46
4. Family Business – 5:53
5. The Perception of Johnny Punter – 12:12

CD 2
1. Pseudo Silk Kimono – 2:39
2. Kayleigh – 4:18
3. Lavender – 2:37
4. Bitter Suite – 8:26
5. Heart of Lothian – 5:26
6. Waterhole (Expresso Bongo) – 1:47
7. Lords of the Backstage – 2:19
8. Blind Curve – 14:04
9. Childhoods End? – 4:43
10. White Feather – 5:33
11. Market Square Heroes – 6:52
12. The Company – 5:26

### DVD
1. Pipeline - 9:41
2. Feast of Consequences - 4:41
3. Long Cold Day - 7:46
4. Family Business - 5:53
5. The Perception of Johnny Punter - 12:12
6. Pseudo Silk Kimono - 2.39
7. Kayleigh - 4.18
8. Lavender - 2.37
9. Bitter Suite - 8.26
10. Heart of Lothian - 5.26
11. Waterhole (Expresso Bongo) - 1.47
12. Lords of the Backstage - 2:19
13. Blind Curve - 14:04
14. Childhoods End? - 4:43
15. White Feather - 5:33
16. Market Square Heroes - 6:52
17. The Company - 5:26

## Formazione
- Fish – voce
- Robin Boult – chitarra
- Steve Vantsis – basso
- John Beck – tastiera
- Gavin Griffiths – batteria, percussioni